# Partit Popular Polonès
El Partit Popular Polonès (polonès Polskie Stronnictwo Ludowe, PSL) és un partit polític de Polònia d'ideologia agrarista i demòcrata cristiana. Va ser fundat el 5 de maig de 1990.

## Història del PSL
Es considera successor del partit del mateix nom, fundat el 1918 per Wincenty Witos. força actiu en els anys trenta i que formà part del govern polonès a l'exili. La major part dels seus membres havia estat membres del ZSL (Partit Popular Unit - Zjednoczone Stronnictwo Ludowe (subordinat al Partit Obrer Unificat Polonès - Polska Zjednoczona Partia Robotnicza)).
Durant les eleccions parlamentàries poloneses de 1991 el Partit Popular va obtenir un 8,67% i 48 escons en Sejm (el parlament polonès, Sejm, té 460 escons) i 7 escons en el Senat. A les de 1993 va obtenir un 15,4%, 132 escons (Sejm) i 36 escons en el Senat. En 1997 va obtenir un 7,3%, 27 escons (Sejm) i 3 escons en el Senat. En 2001 va obtenir un 8,98%%, 42 escons (Sejm) i 4 escons en el Senat. En 2005 va obtenir un 6,96%, 25 escons (Sejm) i 2 escons en el Senat, que augmentaren a 31 escons al Sejm a les de 2007.

## Presidents del partit
- Roman Bartoszcze (1990-1991).
- Waldemar Pawlak (1991-1997).
- Jarosław Kalinowski (1997-2004)
- Janusz Wojciechowski (2004-2005).
- Waldemar Pawlak (2005-)

## Resultats electorals

### Sejm
| Any  | Lider                     | Vots                                                                 | %         | Escons    | +/– | Govern   |
| ---- | ------------------------- | -------------------------------------------------------------------- | --------- | --------- | --- | -------- |
| 1991 | Waldemar Pawlak           | 972,952                                                              | 8.7 (#5)  | 48 / 460  | Nou | Suport   |
| 1993 | Waldemar Pawlak           | 2,124,367                                                            | 15.4 (#2) | 132 / 460 | 84  | Coalició |
| 1997 | Waldemar Pawlak           | 956,184                                                              | 7.3 (#4)  | 27 / 460  | 105 | Oposició |
| 2001 | Jarosław Kalinowski       | 1,168,659                                                            | 9.0 (#5)  | 42 / 460  | 15  | Coalició |
| 2005 | Waldemar Pawlak           | 821,656                                                              | 7.0 (#6)  | 25 / 460  | 17  | Oposició |
| 2007 | Waldemar Pawlak           | 1,437,638                                                            | 8.9 (#4)  | 31 / 460  | 6   | Coalició |
| 2011 | Waldemar Pawlak           | 1,201,628                                                            | 8.4 (#4)  | 28 / 460  | 3   | Coalició |
| 2015 | Janusz Piechociński       | 779,875                                                              | 5.1 (#6)  | 16 / 460  | 12  | Oposició |
| 2019 | Władysław Kosiniak-Kamysz | 1,578,523                                                            | 8.6 (#4)  | 19 / 460  | 3   | Oposició |
| 2019 | Władysław Kosiniak-Kamysz | Dins de la Coalició Polaca, que va guanyar 30 escons en total.       |           |           |     |          |
| 2023 | Władysław Kosiniak-Kamysz | 3,110,670                                                            | 14.4 (#3) | 28 / 460  | 9   | Coalició |
| 2023 | Władysław Kosiniak-Kamysz | Dins de la coalició Terceria Via, que va guanyar 65 escons en total. |           |           |     |          |

### Senat
| Any  | Escons   | +/– |
| ---- | -------- | --- |
| 1991 | 7 / 100  | 4   |
| 1993 | 36 / 100 | 29  |
| 1997 | 3 / 100  | 33  |
| 2001 | 4 / 100  | 1   |
| 2005 | 2 / 100  | 2   |
| 2007 | 0 / 100  | 2   |
| 2011 | 2 / 100  | 2   |
| 2015 | 1 / 100  | 1   |
| 2019 | 2 / 100  | 1   |
| 2023 | 4 / 100  | 2   |

### Presidencials
| Any  | Candidat                  | 1a volta  | 1a volta   | 1a volta | 2a volta | 2a volta |
| Any  | Candidat                  | Vots      | %          | Pos.     | Vots     | %        |
| ---- | ------------------------- | --------- | ---------- | -------- | -------- | -------- |
| 1990 | Roman Bartoszcze          | 1,176,175 | 7,2 / 100  | 5è       |          |          |
| 1995 | Waldemar Pawlak           | 770,419   | 4,3 / 100  | 5è       |          |          |
| 2000 | Jarosław Kalinowski       | 1,047,949 | 6 / 100    | 4t       |          |          |
| 2005 | Jarosław Kalinowski       | 269,316   | 1,8 / 100  | 5è       |          |          |
| 2010 | Waldemar Pawlak           | 294,273   | 1,8 / 100  | 5è       |          |          |
| 2015 | Adam Jarubas              | 238,761   | 1,6 / 100  | 6è       |          |          |
| 2020 | Władysław Kosiniak-Kamysz | 459,365   | 2,4 / 100  | 5è       |          |          |
| 2025 | Suport a Szymon Hołownia  | 978,901   | 4,99 / 100 | 5è       |          |          |

### Assemblees Regionals
| Any  | %                         | Escons    | +/– |
| ---- | ------------------------- | --------- | --- |
| 1998 | 12.0 (#3)                 | 89 / 855  |     |
| 1998 | Dins de l'Aliança Social. |           |     |
| 2002 | 10.8 (#5)                 | 58 / 561  | 31  |
| 2006 | 13.2 (#4)                 | 83 / 561  | 25  |
| 2010 | 16.3 (#3)                 | 93 / 561  | 10  |
| 2014 | 23.9 (#3)                 | 157 / 555 | 64  |
| 2018 | 12.1 (#3)                 | 70 / 552  | 87  |
| 2024 | 14.25 (#3)                | 58 / 552  | 29  |
| 2024 | Dins de Tercera Via.      |           |     |

### Parlament Europeu
| Any  | Vots                                                           | %         | Escons | +/– |
| ---- | -------------------------------------------------------------- | --------- | ------ | --- |
| 2004 | 386,340                                                        | 6.3 (#7)  | 4 / 54 | Nou |
| 2009 | 516,146                                                        | 7.0 (#4)  | 3 / 50 | 1   |
| 2014 | 480,846                                                        | 6.8 (#5)  | 4 / 51 | 1   |
| 2019 | 5,249,935                                                      | 38.5 (#2) | 3 / 52 | 1   |
| 2019 | Dins de la Coalició Europea, que va guanyar 22 escons en total |           |        |     |
| 2024 | 813,238                                                        | 6.91 (#4) | 2 / 52 | 1   |
| 2024 | Dins de Tercera Via, que va guanyar 3 escons en total          |           |        |     |